# Berts dagbok
Berts dagbok är en ungdomsroman i dagboksform av de svenska författarna Anders Jacobsson och Sören Olsson. Boken utkom 1987 och handlar om Bert Ljung från 14 januari till 4 juni under det kalenderår han fyller 12 och går vårterminen i 5:an. Boken är den första i Bert-serien, och termen "Berts dagbok" har senare även kommit att bli en beteckning för hela Berts universum.
Bert skulle vara tuffare och äldre än Sune, och genom att börja skriva i dagboksform inspirerades man av Barbro Lindgrens "Världshemligt".
Avsnitten skrevs ursprungligen löpande under våren 1986 för SR Örebros räkning. Det var först tänkt att Sören skulle läsa, sedan tog Anders över, men det lät för likt Sune, och efter några avsnitt bytte man tillbaka till Sören. De skrev för hand, med papper och penna, men Sören började ta över.
Huvudpersonen är den fiktive pojken Bert Ljung, som är en "vanlig" svensk kille, bortsett från det faktum att han skriver dagbok. Han avslöjar dock inte för någon att han skriver dagbok. Boken följer 1987 års almanacka enligt den gregorianska kalendern, och standard för Berts olika avslut i boken är "Klart slut – varulvstjut".
Boken är den Bertbok som är mest spridd utanför Sverige (2009).

## Bokomslag
Bokomslaget är blått, med en vit dödskalle på. Revideringsupplagan är röd, och visar Bert sittande med 1987 års upplaga i handen, med texten "Trebs dagbok", "Berts" är överstruken. I luften faller almanacksblad ner, och två hjärtan visas, i vilka det står "Nadja Nilsson" och "Rebecka", texten Rebecka är överstruken. Bert har grön tröja, och i luften står också "Mr Walker" och "Klart slut – varulvstjut".

## Handling
Boken inleds med orden:
| ” | "Död åt den som tjuvläser denna dagbok. Må han brinna i fasans eld i all evighet... eller i varje fall en liten stund." | „ |

Berts dagbok utspelar sig då Bert går på vårterminen i 5:an, från 14 januari till 4 juni. Bert, som går i klass 5A på Beckaskolan skäms över sitt namn, och använder först täcknamnet Treb Walker. Treb är Bert baklänges, Walker kommer efter Fantomen som heter Kit Walker. Bert skriver även egna berättelser, om hjälten Kobåj-Kurt. Bert och Åke har även hittat på ett eget land, "Hoppalotjingien", vilket mot slutet av boken dock upphör att existera efter inbördeskrig.
I början av boken är Bert kär i Rebecka i 5 B, och byter penna till rött när han skriver om kärlek, men då Klimpen under Berts 12-årskalas i slutet av februari lurar Bert att daska en gummiorm i baken på Rebecka går hon hem. Sedan kommer en period från slutet av februari då han inte är så intresserad av tjejer, och det händer annat i boken också, bland annat utför Åke ett experiment på sin lillasyster Doris, som han lurar i att dricka en så kallad "diskmedelsdrink", 5 A spelar fotboll mot 5 B, och hans dåliga syn upptäcks. När Bert får glasögon blir han retad av Klimpen.
Men en fredagskväll i maj, under en skoldans, blir Bert kär i Nadja Nilsson som går i 5 E på Jungberska skolan. Torleif berättar att hon spelar fiol i samma orkester och bor vid fotbollsplanen, i en liten stuga med sin mamma och tre bröder.
Bert ringer till Nadja och talar med henne, till en början under Åkes täcknamn. Berts mormor säger att om man är snäll och artig kan man önska sig saker av Gud, och Bert klär sig fint, tittar ut genom lägenhetens stora fönster, och önskar att få bli tillsammans med Nadja Nilsson. Bert uppfattar då att Gud blinkar med en stjärna.
Hoppalotjingien drabbas av inbördeskrig. Under nästa diskotek avslöjar Torleif Berts namn för Nadja, men de lyckas sedan stämma träff.
5:an går mot sitt slut, och det meddelas att Klimpen skall flytta till Motala efteråt.
Åke lyckas sedan elda upp flera sidor av Berts dagbok i ett experiment. Boken avslutas med att Bert och Nadja träffas i stadsparken den 4 juni under en gammal ek, i vars stam de ristar in sina initialer (NN + BL). I slutet avslöjar Bert hela sitt namn, Bert Ljung, och att Treb Walker inte finns mer.

## Original och revidering
Sören Olsson illustrerade förstautgåvan, som han gjort i Sune. Det var den enda Bert-bok som Sören Olsson tecknade, till nyutgåvan från 1993 illustrerades boken av Sonja Härdin.
Nyutgåvan har fler kapitel, och är anpassad för att stämma mer med senare böcker och bättre förklara saker som nämns i senare böcker. Till exempel beskrivs när Lill-Erik flyttar in från Sundsvall, och Emilia medverkar i bakgrunden, trots att figuren egentligen skapades till Berts ytterligare betraktelser, där det berättas att hon gått i Berts klass i alla år. Det är här hennes efternamn, "Ridderfjell", nämns för första gången. Revideringsupplagan börjar också med en genomgång av klass 5 A på Beckaskolan, och det är i denna version Berts klassföreståndares för- och efternamn (Sonja Ek) användes första gången, innan dess benämndes hon enbart "fröken".

## Senare versioner
Boken introducerar mycket till Berts universum, som familjen, grannarna och klassen. Kalaset har blivit berömt, och förekommer både i TV-serien, i avsnittet "Närkontakt i sjätte klassen", och serietidningen. Lill-Eriks ankomst till klassen har också blivit berömd, fast den inte finns med i originalversionen, och har förekommit i både TV-serien och serietidningen. Först tror alla att Erik är stark och kan ge Klimpen stryk, och kallades då efter kungarna i Sverige eller vikingarna för Stor-Erik eller Erik the Great.
Berättelsen där Berts närsynthet upptäcks, med resultat att han får glasögon och blir retad av Klimpen, förekommer också i TV-serien, då i avsnittet Den ohyggligt fule. Däremot använder sig inte TV-serien av konceptet med den så kallade "bautabacillen" som påstås ha smittat Bert med närsynthet.
Revideringsversionen innehåller även ett skoldiskotek med en maskerad, som blivit berömd och förekommer både i TV-serien, i avsnittet "Min älskling, du är som en tulipan", och serietidningen.
Bert-seriealbumet Charmör på danshumör bygger på Berts dagbok.

## Ljudbok
Inläsningarna utgavs 1991 på två kassettband på Änglatroll under titlarna "Berts dagbok". och "Berts dagbok om Nadja". Banden innehåller ingen musik och sång, förutom inledande "Min dagbok, Berts dagbok".

## Övrigt
- Berts täcknamn i boken, Treb Walker, återkommer ibland senare i bokserien. I Berts första betraktelser kallar han sig "Buck Walker" på Åkes lyxbjudning med Heman Hunters i januari. I Berts ytterligare betraktelser tror han först att hans mamma försvinner en dag i november, och ger sig ut för att leta som "Agent Treb", och när Bert gör sin PRAO på tidningen i november i Berts bravader skriver han om Heman Hunters spelning på fritidsgården "Hjorten" under namnet "Treb Gnujl" ("Bert Ljung" bakklänges).
- Den klassiska dödskallen samt texten "Berts dagbok" användes även i början av varje berättelse i den tecknade serien.

## Översättningar
Boken översattes 2001 till engelska, som In Ned's Head, med avslutningsfrasen "Bye, Bye Apple Pie". Geografiska platser omlokaliseras, och namnen translittereras som "Nadia" och "Rebecca", medan Klimpen blir "Nugget". Till exempel är det Kanada som besegrar USA i ishockey, medan det i originalet handlar om Sverige som förlorar mot Finland.
Den danska översättningen från 1993 heter Alberts dagbog. Boken har även översatts till finska år 1992 (Bertin päiväkirja), och estniska år 1996 (Berti päevik), där Bert behåller sitt ursprungliga namn.

### Fotnoter
1. ↑  ”Berts dagbok” (på engelska). Worldcat. 10 mars 1987. https://www.worldcat.org/title/berts-dagbok/oclc/186087353&referer=brief_results. Läst 29 mars 2015.
2. ↑  ”Detta har hänt”. Sören Olssons webbplats. http://www.sorenolsson.com/Soren_Olsson/Produktioner.html. Läst 31 mars 2015.
3. ↑  ”Vi vill driva med alla bajsnödiga författare”. Sydsvenskan. 11 december 2009. http://www.sydsvenskan.se/kultur--nojen/kultur-for-unga/vi-vill-driva-med-alla-bajsnodiga-forfattare/. Läst 31 mars 2015.
4. ↑  ”Berts dagbok” (på engelska). Worldcat. 10 mars 1993. https://www.worldcat.org/title/berts-dagbok/oclc/186097231&referer=brief_results. Läst 29 mars 2015.
5. ↑  FF med Bert 3 1993, sidan 5-9: - Tidsmaskinen, Semic Press AB, 1993
6. ↑  FF med Bert 2 1993, sidan 5-9: - Erik the Great, Semic Press AB, 1993
7. ↑  FF med Bert 4 1993, sidan 5-9: - Tjejragg och raggarbrorsor, Semic Press AB, 1993
8. ↑  ”Berts dagbok”. Svensk mediedatabas. 10 mars 1991. http://smdb.kb.se/catalog/id/001484583. Läst 29 april 2015.
9. ↑  ”Berts dagbok om Nadja”. Svensk mediedatabas. 10 mars 1991. http://smdb.kb.se/catalog/id/001484584. Läst 29 april 2015.
10. ↑  ”In Ned's Head”. Worldcat. 10 mars 2001. https://www.worldcat.org/title/in-neds-head/oclc/43397792&referer=brief_results. Läst 6 januari 2015.
11. ↑  Tobias Lindner (21 juni 2000). ”Hej världen, hemskt mycket hej...”. Aftonbladet. http://wwwc.aftonbladet.se/noje/0006/21/sune.html. Läst 27 mars 2015.
12. ↑  Tobias Lindner (2 april 2001). ”Bert ska göra dem rika i USA” (på svenska). Aftonbladet. https://www.aftonbladet.se/nojesbladet/a/0E4xdG/bert-ska-gora-dem-rika-i-usa. Läst 16 september 2020.
13. ↑  DC Public Library - In Ned's Head
14. ↑  Amazon - In Ned's Head
15. ↑  ”Alberts dagbog” (på engelska). Worldcat. 10 mars 1993. https://www.worldcat.org/title/alberts-dagbog/oclc/873585728&referer=brief_results. Läst 29 mars 2015.
16. ↑  ”Bertin päiväkirja” (på engelska). Worldcat. 10 mars 1992. https://www.worldcat.org/title/bertin-paivakirja/oclc/58006438&referer=brief_results. Läst 29 mars 2015.